# Fed Cup de 1998
A Fed Cup de 1998 foi a 36ª edição do mais importante torneio entre países do tênis feminino.

## Grupo Mundial
Oito equipes disputaram o título em três rodadas eliminatórias.
|  |                                            |                                   |                                   |                      |   |                                 |                             |                             |  |  |                           |                           |                           |
|  | Quartas de final 18 e 19 de abril          | Quartas de final 18 e 19 de abril | Quartas de final 18 e 19 de abril |                      |   | Semifinais 25 e 26 de julho     | Semifinais 25 e 26 de julho | Semifinais 25 e 26 de julho |  |  | Final 19 e 20 de setembro | Final 19 e 20 de setembro | Final 19 e 20 de setembro |
|  | Quartas de final 18 e 19 de abril          | Quartas de final 18 e 19 de abril | Quartas de final 18 e 19 de abril |                      |   | Semifinais 25 e 26 de julho     | Semifinais 25 e 26 de julho | Semifinais 25 e 26 de julho |  |  | Final 19 e 20 de setembro | Final 19 e 20 de setembro | Final 19 e 20 de setembro |
|  | Ghent, Bélgica – duro (coberto)            |                                   |                                   |                      |   |                                 |                             |                             |  |  |                           |                           |                           |
|  |                                            |                                   |                                   |                      |   |                                 |                             |                             |  |  |                           |                           |                           |
|  | 1                                          | França                            | 3                                 |                      |   |                                 |                             |                             |  |  |                           |                           |                           |
|  | 1                                          | França                            | 3                                 | Sion, Suíça – saibro |   |                                 |                             |                             |  |  |                           |                           |                           |
|  |                                            | Bélgica                           | 2                                 |                      |   |                                 |                             |                             |  |  |                           |                           |                           |
|  |                                            | Bélgica                           | 2                                 |                      | 1 | França                          | 0                           |                             |  |  |                           |                           |                           |
|  | Brno, República Tcheca – carpete (coberto) |                                   |                                   |                      | 1 | França                          | 0                           |                             |  |  |                           |                           |                           |
|  |                                            |                                   |                                   | Suíça                | 5 |                                 |                             |                             |  |  |                           |                           |                           |
|  |                                            | Suíça                             | 4                                 | Suíça                | 5 |                                 |                             |                             |  |  |                           |                           |                           |
|  |                                            | Suíça                             | 4                                 |                      |   | Genebra, Suíça – duro (coberto) |                             |                             |  |  |                           |                           |                           |
|  | 4                                          | República Checa                   | 1                                 |                      |   |                                 |                             |                             |  |  |                           |                           |                           |
|  | 4                                          | República Checa                   | 1                                 |                      |   |                                 | Suíça                       | 2                           |  |  |                           |                           |                           |
|  | Saarbrücken, Alemanha – carpete (coberto)  |                                   |                                   |                      |   |                                 | Suíça                       | 2                           |  |  |                           |                           |                           |
|  |                                            |                                   | 3                                 | Espanha              | 3 |                                 |                             |                             |  |  |                           |                           |                           |
|  | 3                                          | Espanha                           | 3                                 | Espanha              | 3 | 3                               |                             |                             |  |  |                           |                           |                           |
|  | 3                                          | Espanha                           | Madri, Espanha – saibro           |                      |   | 3                               |                             |                             |  |  |                           |                           |                           |
|  |                                            | Alemanha                          | 2                                 |                      |   |                                 |                             |                             |  |  |                           |                           |                           |
|  |                                            | Alemanha                          | 2                                 |                      | 3 | Espanha                         | 3                           |                             |  |  |                           |                           |                           |
|  | Kiawah Island, Estados Unidos – saibro     |                                   |                                   |                      | 3 | Espanha                         | 3                           |                             |  |  |                           |                           |                           |
|  |                                            |                                   |                                   | Estados Unidos       | 2 |                                 |                             |                             |  |  |                           |                           |                           |
|  |                                            | Estados Unidos                    | 5                                 | Estados Unidos       | 2 |                                 |                             |                             |  |  |                           |                           |                           |
|  |                                            | Estados Unidos                    | 5                                 |                      |   |                                 |                             |                             |  |  |                           |                           |                           |
|  | 2                                          | Países Baixos                     | 0                                 |                      |   |                                 |                             |                             |  |  |                           |                           |                           |
|  | 2                                          | Países Baixos                     | 0                                 |                      |   |                                 |                             |                             |  |  |                           |                           |                           |